# Liste der Kulturdenkmale in Flensburg-Friesischer Berg
In der Liste der Kulturdenkmale in Flensburg-Friesischer Berg sind alle Kulturdenkmale des Stadtteils Friesischer Berg der schleswig-holsteinischen Stadt Flensburg aufgelistet. Die Quelle ist die Denkmaldatenbank des Landesamtes für Denkmalpflege. (Stand: 9. Juni 2025).
Die Bodendenkmale sind in der Liste der Bodendenkmale in Flensburg erfasst.

## Legende
In den Spalten befinden sich folgende Informationen:
- Objekt-ID: die Nummer des Kulturdenkmales
- Lage: die Adresse des Kulturdenkmales und die geographischen Koordinaten. Kartenansicht, um Koordinaten zu setzen. In der Kartenansicht sind Kulturdenkmale ohne Koordinaten mit einem roten Marker dargestellt und können in der Karte gesetzt werden. Kulturdenkmale ohne Bild sind mit einem blauen Marker gekennzeichnet, Kulturdenkmale mit Bild mit einem grünen Marker.
- Offizielle Bezeichnung: Bezeichnung des Kulturdenkmales
- Beschreibung: die Beschreibung des Kulturdenkmales
- Bild: ein Bild des Kulturdenkmales

## Sachgesamtheit
| Objekt-ID | Lage | Offizielle Bezeichnung                          | Beschreibung | Bild |
| --------- | --- | ----------------------------------------------- | --- | --- |
| 48588     | Am Pferdewasser 12, 14 (54° 46′ 51″ N, 9° 25′ 57″ O) | ehem. Knabenschule mit Turnhalle                | ehem. Knabenschule mit Turnhalle; 1895–96, 1905, wohl Baurat Otto Fielitz; urspr. als Knabenschule zu St. Nikolai errichtet; Schule dreigeschossiger Gelbsteinbau mit flachem Walmdach und historisierender Fassadengestaltung mit qualitätvollem Backsteindekor; im Hof freistehend die ebenfalls aus Gelbstein errichtete ehemalige Turnhalle mit Rundbogengliederung, Eingangsvorbau und jüngerem Erweiterungsflügel - Begründung: geschichtlich, künstlerisch, städtebaulich - Schutzumfang: ehem. Knabenschule (Am Pferdewasser 14), ehem. Turnhalle (Am Pferdewasser 12) | BW |
| 49210     | Klaus-Groth-Straße 1, 3, 7-9, 10, 11, 12, 14, 15, 16-18, 17, 19, 20-22, 23, 24, 25, 26, Hebbelstraße 1, 4, Klaus-Groth-Straße, Hebbelstraße (54° 46′ 44″ N, 9° 25′ 20″ O) | Beamtensiedlung Klaus-Groth-Straße/Hebbelstraße | Beamtensiedlung Klaus-Groth-Straße/Hebbelstraße; ab 1910, Beamten-Heimstätten-Genossenschaft; Gruppe von freistehenden Wohnhäusern entlang des durch einen zentralen Platz versetzt verbundenen Straßenzuges, überwiegend eingeschossige backsteinsichtige Einfamilien- und Doppelhäuser in Formen des Heimatstils - Begründung: geschichtlich, künstlerisch, städtebaulich - Schutzumfang: Villa (Hebbelstraße 1); Wohnhäuser (Hebbelstraße 4, Klaus-Groth Straße 1, 3, 10, 11, 12, 14, 15, 17, 19, 23); Doppelhaushälften (Klaus Groth-Straße 24, 26); Gartenhaus (Klaus-Groth-Straße 26); Einfamilienhaus (Klaus-Groth-Straße 25); Doppelwohnhäuser (Klaus Groth-Straße 7-9, 16-18, 20-22); Platzanlage, Pflasterung (Klaus Groth-Straße, Hebbelstraße) | [[Vorlage:Bilderwunsch/code!/O:Beamtensiedlung Klaus-Groth-Straße/Hebbelstraße!/C:54.778904,9.422176!/D:Klaus-Groth-Straße 1, 3, 7-9, 10, 11, 12, 14, 15, 16-18, 17, 19, 20-22, 23, 24, 25, 26, Hebbelstraße 1, 4, Klaus-Groth-Straße, Hebbelstraße, Beamtensiedlung Klaus-Groth-Straße/Hebbelstraße!/\|BW]] |

## Mehrheit baulicher Anlagen
| Objekt-ID | Lage | Offizielle Bezeichnung                                               | Beschreibung | Bild |
| --------- | --- | -------------------------------------------------------------------- | --- | --- |
| 48590     | An der Reitbahn 15a, 15b (54° 46′ 57″ N, 9° 25′ 38″ O)                                                                            | Wohnhausgruppe An der Reitbahn 15a-b                                 | Wohnhausgruppe; um 1900; Gruppe aus zwei freistehenden zweigeschossigen Backsteinbauten mit Walmdächern in Traufstellung, kontrastierende Putzgliederung, Risalite mit aufwändig gestalteten Giebeln und Ziergespärren - Begründung: geschichtlich, städtebaulich - Schutzumfang: Wohnhäuser (An der Reitbahn 15a,15b) | BW |
| 35201     | An der Reitbahn 23, 25, 27, 29, 31, Luisenstraße 23 (54° 46′ 58″ N, 9° 25′ 31″ O)                                                 | Mietshauszeile An der Reitbahn 23-31/Luisenstraße 23                 | Mietshauszeile; 1949, Architekten Ehrhardt u. Carstens; geschlossene Reihe aus sechs dreigeschossigen traufständigen Backsteinbauten mit Satteldächern, als Block der Krümmung des Straßenverlaufs sowie der ansteigenden Topographie folgend, reduzierte Gliederung mit verdachten Treppenhausrisaliten - Begründung: geschichtlich, städtebaulich - Schutzumfang: Mietwohnungshäuser mit Treppenhäusern (An der Reitbahn 23, 25, 27, 29, 31), Mietwohnungshaus mit Treppenhaus (Luisenstraße 23) | BW |
| 48675     | Christinenstraße 6, 8, 10, 12, 14, 16, 18 (54° 46′ 52″ N, 9° 25′ 27″ O)                                                           | Mietwohnungshäuser Christinenstraße 6-18                             | Mietshausgruppe Christinenstraße 6-18; 1909–12, Baugeschäfte Voigt u. Fries / E. Rehm u. H. Niemand; geschlossene Reihe aus sieben drei- bis viergeschossigen Wohnhäusern, Nr. 6-16 homogen gestaltete Putzbauten im Reformstil, Nr. 18 backsteinsichtig, repräsentative Fassadengestaltung von Heinrich Cedernberg - Begründung: geschichtlich, städtebaulich - Schutzumfang: Mietwohnungshäuser 6, 8, 10, 12, 14, 16, 18 | BW |
| 48712     | Friesische Straße 27, 27a, 29, 31, 33, Am Pferdewasser 4 (54° 46′ 54″ N, 9° 25′ 59″ O)                                            | Wohn- und Geschäftshäuser Friesische Straße 27-33/Am Pferdewasser 4  | Wohn- und Geschäftshäuser Friesische Straße 27-33/Am Pferdewasser 4; 2. H. 19./Anfang 20. Jahrhundert; Urheber u. a. Maurermeister Heinrich Davids, Baugeschäft Schwark u. Körner, zwei- bis viergeschossige Mietwohnhäuser sowie Wohn- und Geschäftshäuser, Putzbauten, teils mit Blendmauerwerk, überwiegend reicher Dekor in Formen des Spätklassizismus, Neubarock, Reform- und Jugendstils - Begründung: geschichtlich, künstlerisch, städtebaulich - Schutzumfang: Wohn- und Geschäftshäuser Am Pferdewasser 2, Friesische Straße 27, 27a, 29, 31, Wohnhaus Friesische Straße 33, Mietwohnungshaus Am Pferdewasser 4 | BW |
| 48713     | Friesische Straße 28, 30, 32, 34, Friedrichstraße 1, 3 (54° 46′ 55″ N, 9° 25′ 59″ O)                                              | Mietwohnungshäuser Friesische Straße 28-34/Friedrichstraße 1-3       | Mietwohnungshäuser Friesische Straße 28-34/Friedrichstraße 1-3; Ende 19. Jh., C. Schulz, C. Henningsen, A. Fabian u. a.; nördliche geschlossene und halboffene Straßenbebauung, sechs dreigeschossige Gebäude, überwiegend Satteldächer, Putzbauten, teils reicher spätklassizistischer Dekor - Begründung: geschichtlich, städtebaulich - Schutzumfang: Mietwohnungshäuser Friesische Straße 28, 30, 32, 34, Friedrichstraße 1, 3 | BW |
| 48817     | Friesische Straße 65, 67, 69, 71, 73, 75, 77, 79, 81, 83-85, 87, 89, 91, 93, 95, Katharinenstraße 1 (54° 46′ 53″ N, 9° 25′ 41″ O) | Wohn- und Geschäftshäuser Friesische Straße 65-95/Katharinenstraße 1 | Wohn- und Geschäftshausgruppe Friesische Straße Nr. 65-95; E. 19. Jh.; Baugruppe aus 15 drei- bis viergeschossigen traufständigen Putzbauten in geschlossener und halboffener Bebauung, südseitige Bebauung der Friesischen Straße mit weitgehend einheitlicher, spätklassizistischer Fassadengestaltung, Eckgebäude mit zwei Schaufassaden - Begründung: geschichtlich, städtebaulich - Schutzumfang: Mietwohnungshäuser (Friesische Straße 65, 81, 83-85, 87, 89, 91, 93, 95), Wohn- und Geschäftshäuser (Friesische Straße 67, 69, 71, 73, 75, 77, 79, Katharinenstraße 1) | [[Vorlage:Bilderwunsch/code!/O:Wohn- und Geschäftshäuser Friesische Straße 65-95/Katharinenstraße 1!/C:54.781299,9.427995!/D:Friesische Straße 65, 67, 69, 71, 73, 75, 77, 79, 81, 83-85, 87, 89, 91, 93, 95, Katharinenstraße 1, Wohn- und Geschäftshäuser Friesische Straße 65-95/Katharinenstraße 1!/\|BW]] |
| 48698     | Friesische Straße 68, 70, 72, 76, 78, 80, 82, 84, 86, Christinenstraße 3, Mathildenstraße 2, 3 (54° 46′ 52″ N, 9° 25′ 35″ O)      | Wohn- und Geschäftshäuser Friesische Straße 68-86                    | Wohn- und Geschäftshäuser Friesische Straße 68-86; Ende 19./Anfang 20. Jh., A. Willandsen, A. Bögh, P. Petersen, C. Sander, A. Kruse u. a.; drei- und viergeschossige Bauten, überwiegend mit Berliner Dächern und Putzfassaden, teils mit Verblendmauerwerk, teils reiches historisierendes Dekor - Begründung: geschichtlich, künstlerisch, städtebaulich - Schutzumfang: Wohn- und Geschäftshäuser Friesische Straße 68, 70, 72, 76, 84, Mathildenstraße 2, 3 (mit Vorgarten), Mietwohnungshäuser Christinenstraße 3, Friesische Straße 78, 80, 82, 86 | BW |
| 48700     | Friesische Straße 90-92, 94, 96, 98, 100 (54° 46′ 48″ N, 9° 25′ 23″ O)                                                            | Wohn- und Geschäftshäuser Friesische Straße 90-100                   | Wohn- und Geschäftshausgruppe Friesische Straße 90-100; A. 20. Jh. Maurermeister Hans Lucassen, M. Voigt; geschlossene Reihe aus fünf zumeist viergeschossigen Mietshäusern mit reicher historistischer und Jugendstil-Gestaltung, repräsentative Eckgebäude zu den Stichstraßen, Fassadengliederung durch kontrastierenden Wechsel von Backstein- und Putzflächen sowie plastische Gliederungselemente und reiche Stuckierung - Begründung: geschichtlich, künstlerisch, städtebaulich - Schutzumfang: Wohn- und Geschäftshaus (Friesische Straße 90-92), Mietwohnungshäuser (Friesische Straße 94, 96, 98, 100) | BW |
| 48702     | Friesische Straße 102, 104 (54° 46′ 48″ N, 9° 25′ 19″ O)                                                                          | Mietwohnungshäuser Friesische Straße 102-104                         | Mietwohnungshäuser Friesische Straße 102-104; 1911, Maurermeister Hans Lucassen; nördliche Bebauung der westlichen Friesischen Straße jenseits der Carolinenstraße, zwei viergeschossige Putzbauten mit Satteldächern im Reformstil mit historisierendem Dekor - Begründung: geschichtlich, künstlerisch, städtebaulich - Schutzumfang: Mietwohnungshäuser Friesische Straße 102, 104 | BW |
| 14658     | Friesische Straße 103, 105, 107, 109 (54° 46′ 48″ N, 9° 25′ 22″ O)                                                                | Mietwohnungshäuser Friesische Straße 103-109                         | Mietwohnungshäuser Friesische Straße 103-109; 1901-02, Bauunternehmen Bruhn und Lucassen; geschlossene Bebauung südliche Friesische Straße, vier viergeschossige Wohnhäuser mit Pultdächern, Putzfassaden, historisierendes Dekor - Begründung: geschichtlich, künstlerisch, städtebaulich - Schutzumfang: Mietwohnungshäuser Friesische Straße 103, 105, 107, 109 | BW |
| 48709     | Friesische Straße 115, 117 (54° 46′ 46″ N, 9° 25′ 17″ O)                                                                          | Mietwohnungshäuser Friesische Straße 115-117                         | Mietwohnungshäuser Friesische Straße 115-117; 1913, Bauunternehmer Jens Vogt; südliche Bebauung der westlichen Friesischen Straße, zwei viergeschossige Wohnhäuser mit Berliner Dächern, Putzbauten in Formen des Reformstils - Begründung: geschichtlich, künstlerisch, städtebaulich - Schutzumfang: Mietwohnungshäuser Friesische Straße 115-117 | BW |
| 48923     | Katharinenstraße 8, 10 (54° 46′ 48″ N, 9° 25′ 38″ O)                                                                              | Mietwohnungshäuser Katharinenstraße 8-10                             | Mietwohnungshäuser Katharinenstraße 8-10; 1902, Baugeschäft Schwark und Körner; westliche Straßenbebauung Katharinenstraße an der Abzweigung Kleine Sophienstraße, zwei viergeschossige Wohnhäuser mit Pultdach und Anbauten, Putzfassaden, historistischer Dekor - Begründung: geschichtlich, städtebaulich - Schutzumfang: Mietwohnungshäuser Katharinenstraße 8-10 | BW |
| 20030     | Mathildenstraße 4, 5, 6, 7, 8, 9, 10, 11, 12, 13, 14, 15, 16, 17, 18, 19, Mathildenstraße (54° 46′ 54″ N, 9° 25′ 29″ O)           | Mietwohnungshäuser Mathildenstraße 4-19                              | Mietshausbebauung Mathildenstraße; 1900-1911; beidseitige Straßenbebauung durch insgesamt 16 viergeschossige Mietwohnungshäuser in geschlossener Bebauung, individuelle qualitätvolle Fassadengestaltung in historisierenden und Jugendstilformen, belebt v.a. durch Erker, Risalite und Zwerchhäuser; mit Straßenraum (Gehweg- und Straßenpflasterung sowie Straßenbäume) - Begründung: geschichtlich, künstlerisch, städtebaulich - Schutzumfang: Mietwohnungshäuser mit Vorgärten Mathildenstraße 4, 5, 6, 7, 8, 9, 10, 11, 12, 13, 14, 15, 16, 17, 18, 19; Straßenraum | BW |
| 35627     | Nikolaiallee 2, 4, 6, 8, Friesische Straße 101, Nikolaiallee u.a. (54° 46′ 47″ N, 9° 25′ 25″ O)                                   | Mietwohnungshäuser Nikolaiallee                                      | Mietwohnungshäuser Nikolaiallee; 1913-14, von Th. Martens, Hans Lucassen, Architekt Karl Bernt; einseitige Bebauung der nördlichen Nikolaiallee mit Einmündung in die Friesische Straße und in die Klaus-Groth-Straße, drei- bis viergeschossige Mietwohnhäuser mit Sattel- und Mansarddächern, Putzbauten im Reformstil, Vorgartenzone - Begründung: geschichtlich, künstlerisch, städtebaulich - Schutzumfang: Mietwohnungshäuser Nikolaiallee 2/Friesische Straße 99 (mit hist. Treppenhäusern), Nikolaiallee 4, Nikolaiallee 6 (mit hist. Treppenhäusern), Nikolaiallee 8/Klaus-Groth-Straße 2 (mit hist. Treppenhäusern), Friesische Straße 101, Vorgartenzone Nikolaiallee 2-8/Klaus-Groth-Straße 2/Friesische Straße 99 | BW |
| 48453     | Stuhrsallee 11, 13, 15, 17, 19, 21 (54° 46′ 49″ N, 9° 25′ 49″ O)                                                                  | Wohnhäuser Stuhrsallee 11-21                                         | Wohnhausgruppe Stuhrsallee 11-21; Ende 19. Jh.; heterogene Reihe aus sechs freistehenden Putzbauten mit spätklassizistischen Stilelementen, Abfolge von zwei- und dreigeschossigen Wohnbauten, Nr. 11, 17 u. 21 als niedrigere Traufenhäuser mit erhöhten Seitenrisaliten, Nr. 13, 15 u. 19 stattliche Dreigeschosser von kompakter Kubatur, insgesamt zeittypisch historisierende Gliederung der Schaufassaden durch Rustizierungen, Fensterüberdachungen, Veranden und Loggien - Begründung: geschichtlich, städtebaulich - Schutzumfang: Wohnhäuser Stuhrsallee 11, 13, 15, 17, 19, 21 | BW |
| 36684     | Stuhrsallee 27, 29, 31, 33, 35 (54° 46′ 52″ N, 9° 25′ 46″ O)                                                                      | Villen Stuhrsallee 27-35                                             | Villenreihe Stuhrsallee 27-35; 1897-1911, Architekt Schwerdtfeger u. Schmüser, Prale, Schlichting; Reihe aus fünf ein- bis zweigeschossigen freistehenden Villen mit aufwändiger Gestaltung in Formen des Reformstils - Begründung: geschichtlich, künstlerisch, städtebaulich - Schutzumfang: Villen Stuhrsallee 27, 29, 31, 33 (mit Stallgebäude/Remise); Wohnhaus Stuhrsallee 35 | BW |

## Baudenkmale
| Objekt-ID      | Lage                                                                              | Offizielle Bezeichnung                  | Beschreibung | Bild                             |
| -------------- | --------------------------------------------------------------------------------- | --------------------------------------- | --- | -------------------------------- |
| 2869           | Am Friedenshügel 45; Auf dem Friedhof Friedenshügel (54° 46′ 23″ N, 9° 24′ 17″ O) | Mausoleum Anthon                        | Alteintragung (Aktualisierung vorgesehen) - Begründung: geschichtlich, künstlerisch - Schutzumfang: Alteintragung (Aktualisierung vorgesehen) - Denkmaltyp: Bauliche Anlage | Fotos hochladen                  |
| 14591          | Am Pferdewasser 14 (54° 46′ 51″ N, 9° 25′ 55″ O)                                  | ehem. Knabenschule                      | ehem. Knabenschule; 1895–96, 1905, wohl Baurat Otto Fielitz; urspr. ls Knabenschule zu St. Nikolai errichtet, dreigeschossiger Gelbsteinbau auf hohem Sockel, flaches, vorkragendes Dach, qualitätvolles Backsteindekor, Geschossgesimse, Bänder und überhöhter Mittelrisalit, angeglichener dreiachsiger Erweiterungsbau von 1905, hofseitig Seitenrisalite - Begründung: geschichtlich, künstlerisch, städtebaulich - Schutzumfang: ehem. Knabenschule, - Denkmaltyp: Bauliche Anlage, Sachgesamtheit: ehem. Knabenschule mit Turnhalle | BW                               |
| 6937           | Friedrichstraße 13 a (54° 47′ 0″ N, 9° 25′ 58″ O)                                 | Wohnhaus                                | Alteintragung (Aktualisierung vorgesehen) - Begründung: geschichtlich, künstlerisch, städtebaulich - Schutzumfang: Alteintragung (Aktualisierung vorgesehen) - Denkmaltyp: Bauliche Anlage | Fotos hochladen                  |
| 6938           | Friedrichstraße 13 (54° 47′ 0″ N, 9° 25′ 58″ O)                                   | Wohnhaus                                | Alteintragung (Aktualisierung vorgesehen) - Begründung: geschichtlich, künstlerisch, städtebaulich - Schutzumfang: Alteintragung (Aktualisierung vorgesehen) - Denkmaltyp: Bauliche Anlage | Fotos hochladen                  |
| 13503          | Friedrichstraße 15 (54° 47′ 1″ N, 9° 25′ 57″ O)                                   | Wohnhaus                                | Wohnhaus; wohl 2. Viertel 19. Jh.; eingeschossiger Putzbau mit Halbwalmdach und angeschlossenem kleinem Nebengebäude, früherer Gastraum im Innern mit bemerkenswerter Stuckdecke in Jugendstilformen - Schutzumfang: Wohnhaus, Nebengebäude - Begründung: Geschichtlich, Städtebaulich | BW                               |
| 2714 Wikidata  | Friedrichstraße 41 (54° 47′ 7″ N, 9° 25′ 51″ O)                                   | Villa Sauermann                         | Alteintragung (Aktualisierung vorgesehen) - Begründung: geschichtlich, wissenschaftlich, künstlerisch, städtebaulich - Schutzumfang: Alteintragung (Aktualisierung vorgesehen) - Denkmaltyp: Bauliche Anlage | weitere Fotos \| Fotos hochladen |
| 14634          | Friesische Straße 8 (54° 46′ 57″ N, 9° 26′ 6″ O)                                  | Wohn- und Geschäftshaus                 | Wohn- und Geschäftshaus; im Kern spätes 18. Jh., Fassade 19. Jh.; zweigeschossiges Traufenhaus mit breitgelagerter Putzfassade, Ladeneinbauten im Erdgeschoss, Rückseite mit vorkragendem Dachgebälk und profilierten Balkenköpfen - Begründung: geschichtlich, städtebaulich - Schutzumfang: gesamtes Objekt - Denkmaltyp: Bauliche Anlage | BW                               |
| 14635          | Friesische Straße 25 (54° 46′ 54″ N, 9° 26′ 1″ O)                                 | Villa Besenbruch (Standesamt)           | Villa Besenbruch (Standesamt); 1886, Alexander Wilhelm Prale; eingeschossiger Putzbau mit erneuertem Mansarddach mit Ziergitter, rustizierte Kanten, gestaffelte Hauptfront des Eckgebäudes mit übergiebeltem Seitenrisalit - Begründung: geschichtlich, künstlerisch, städtebaulich - Schutzumfang: gesamtes Objekt - Denkmaltyp: Bauliche Anlage | BW                               |
| 14636          | Friesische Straße 27 (54° 46′ 54″ N, 9° 25′ 59″ O)                                | Wohn- und Geschäftshaus                 | Wohn- und Geschäftshaus; 1903-1905, Maurermeister H. Davids; viergeschossiger Eckbau mit Berliner Dach, überhöhter Eckerker mit Welscher Haube, flache Seitenrisalite, üppige historisierende Stuckierung auf rotem Blendmauerwerk - Begründung: geschichtlich, künstlerisch, städtebaulich - Schutzumfang: Wohn- und Geschäftshaus, - Denkmaltyp: Bauliche Anlage, Mehrheit von baulichen Anlagen: Wohn- und Geschäftshäuser Friesische Straße 27-33/Am Pferdewasser 4 | BW                               |
| 48584          | Friesische Straße 27 a (54° 46′ 54″ N, 9° 25′ 58″ O)                              | Wohn- und Geschäftshaus                 | Wohn- und Geschäftshaus; 1903-1905, Maurermeister Heinrich Davids; repräsentativer viergeschossiger Bau mit Berliner Dach und Kastenerker mit Altan über dem Mitteleingang, üppige historisierende teils figürliche Stuckierung auf rotem Blendmauerwerk - Begründung: geschichtlich, künstlerisch, städtebaulich - Schutzumfang: Wohn- und Geschäftshaus, - Denkmaltyp: Bauliche Anlage, Mehrheit von baulichen Anlagen: Wohn- und Geschäftshäuser Friesische Straße 27-33/Am Pferdewasser 4 | BW                               |
| 14637          | Friesische Straße 29 (54° 46′ 54″ N, 9° 25′ 57″ O)                                | Wohn- und Geschäftshaus                 | Wohn- und Geschäftshaus; 1919, Baugeschäft Schwark und Körner; dreigeschossiger Putzbau im Stil der Reformarchitektur, seitlich breite Zwerchhäuser über Altanen - Begründung: geschichtlich, künstlerisch, städtebaulich - Schutzumfang: Wohn- und Geschäftshaus, - Denkmaltyp: Bauliche Anlage, Mehrheit von baulichen Anlagen: Wohn- und Geschäftshäuser Friesische Straße 27-33/Am Pferdewasser 4 | BW                               |
| 14640          | Friesische Straße 41 (54° 46′ 54″ N, 9° 25′ 53″ O)                                | sog. Friesenhaus, Mietwohnungshaus      | sog. Friesenhaus, Mietwohnungshaus; 1912, Architektenbüro und Baugeschäft Nielsen und Rubink; monumentaler viergeschossiger Backsteinbau mit Satteldach und zwei Kastenerkern mit Walm, spiegelsymmetrisch angelegte Fassade mit Dekorelementen im Heimatschutzstil - Begründung: geschichtlich, künstlerisch, städtebaulich - Schutzumfang: sog. Friesenhaus, Mietwohnungshaus, - Denkmaltyp: Bauliche Anlage | BW                               |
| 232            | Friesische Straße 62 (54° 46′ 53″ N, 9° 25′ 39″ O)                                | ehem. Fabrikantenwohnhaus               | Alteintragung (Aktualisierung vorgesehen) - Begründung: geschichtlich, künstlerisch, städtebaulich - Schutzumfang: Alteintragung (Aktualisierung vorgesehen) - Denkmaltyp: Bauliche Anlage | Fotos hochladen                  |
| 7625           | Hebbelstraße 1 (54° 46′ 42″ N, 9° 25′ 14″ O)                                      | Villa                                   | Villa; 1912, Arch. Albert Bühler; zweigeschossiger Backsteinbau mit steilem Satteldach, expressionistischer Heimatschutzstil, ursprüngliche Grundrissstruktur und originale Raumausstattung erhalten - Begründung: geschichtlich, künstlerisch, städtebaulich - Schutzumfang: gesamtes Objekt - Denkmaltyp: Bauliche Anlage, Sachgesamtheit: Beamtensiedlung Klaus-Groth Straße/Hebbelstraße | Fotos hochladen                  |
| 7626 Wikidata  | Hebbelstraße 11 (54° 46′ 41″ N, 9° 25′ 9″ O)                                      | "Villa Sturmfried"                      | Alteintragung (Aktualisierung vorgesehen) - Begründung: geschichtlich, künstlerisch, städtebaulich - Schutzumfang: Villa Sturmfried - Denkmaltyp: Bauliche Anlage | weitere Fotos \| Fotos hochladen |
| 14680          | Kanonenberg 5 (54° 47′ 5″ N, 9° 25′ 47″ O)                                        | ehem. Hebbelschule                      | Alteintragung (Aktualisierung vorgesehen) - Begründung: geschichtlich, künstlerisch, städtebaulich - Schutzumfang: gesamtes Objekt - Denkmaltyp: Bauliche Anlage | BW                               |
| 9452           | Klaus-Groth-Straße 17 (54° 46′ 43″ N, 9° 25′ 19″ O)                               | Wohnhaus                                | Wohnhaus; 1910, Architekt Anton Meyer; eingeschossiger Backsteinbau in neubarocken Formen des Heimatschutzstils mit Walmdach und Zwerchhaus mit Schweifgiebel, Rückflügel zum Garten - Begründung: geschichtlich, städtebaulich - Schutzumfang: gesamtes Objekt - Denkmaltyp: Bauliche Anlage, Sachgesamtheit: Beamtensiedlung Klaus-Groth Straße/Hebbelstraße | BW                               |
| 9447           | Klaus-Groth-Straße 24 (54° 46′ 44″ N, 9° 25′ 17″ O)                               | Doppelhaushälfte                        | Doppelhaushälfte; 1910, Architekt Anton Meyer; östliche Gebäudehälfte des breit gelagerten Backsteinbaus im Heimatschutzstil, Natursteinsockel, Mansarddach mit breiter Dachgaube - Begründung: geschichtlich, künstlerisch, städtebaulich - Schutzumfang: gesamtes Objekt - Denkmaltyp: Bauliche Anlage, Sachgesamtheit: Beamtensiedlung Klaus-Groth Straße/Hebbelstraße | Fotos hochladen                  |
| 9454           | Klaus-Groth-Straße 25 (54° 46′ 42″ N, 9° 25′ 16″ O)                               | Einfamilienhaus                         | Einfamilienhaus; 1911, Architekt Anton Meyer; eingeschossiger Backsteinbau im Heimatschutzstil, traufständig, hohes ausgebautes Mansarddach mit breiten Zwerchhäuser Portalvorbau mit Freitreppe und Altan - Begründung: geschichtlich, künstlerisch, städtebaulich - Schutzumfang: gesamtes Objekt - Denkmaltyp: Bauliche Anlage, Sachgesamtheit: Beamtensiedlung Klaus-Groth Straße/Hebbelstraße | Fotos hochladen                  |
| 28032          | Klaus-Groth-Straße 26 (54° 46′ 44″ N, 9° 25′ 16″ O)                               | Gartenhaus                              | Gartenhaus; 1910, Arch. Anton Meyer; kleiner Backsteinbau an der Südwestecke des Grundstücks mit Sichtbezug zum Haupthaus, in Formen des Heimatschutzstils mit Eckrustizierung und Fachwerk mit Ziegelausfachung in der Fensterzone sowie pfannengedecktem Halbwalmdach - Begründung: geschichtlich, städtebaulich - Schutzumfang: gesamtes Objekt - Denkmaltyp: Bauliche Anlage, Sachgesamtheit: Beamtensiedlung Klaus-Groth Straße/Hebbelstraße | Fotos hochladen                  |
| 9449           | Klaus-Groth-Straße 26 (54° 46′ 44″ N, 9° 25′ 16″ O)                               | Doppelhaushälfte                        | Doppelhaushälfte; 1910, Architekt Anton Meyer; westliche Gebäudehälfte des breit gelagerten Backsteinbaus im Heimatschutzstil mit polygonalem Standerker mit Altan, Natursteinsockel, Mansarddach - Begründung: geschichtlich, künstlerisch, städtebaulich - Schutzumfang: gesamtes Objekt - Denkmaltyp: Bauliche Anlage, Sachgesamtheit: Beamtensiedlung Klaus-Groth Straße/Hebbelstraße | Fotos hochladen                  |
| 6496           | Mathildenstraße 5 (54° 46′ 52″ N, 9° 25′ 30″ O)                                   | Mietwohnungshaus                        | Mietwohnungshaus; 1901, Architekt L. Paris; viergeschossiger Backsteinbau mit reicher historisierender Putzgliederung, seitliche Achsen als Flacherker leicht vorgezogen, durch Zwerchgiebel abgeschlossen, im Inneren originale Ausstattung - Begründung: geschichtlich, künstlerisch, städtebaulich - Schutzumfang: Mietwohnungshaus, Vorgarten - Denkmaltyp: Bauliche Anlage, Mehrheit von baulichen Anlagen: Mietwohnungshäuser Mathildenstraße 4-19 | Fotos hochladen                  |
| 7878           | Mathildenstraße 9 (54° 46′ 53″ N, 9° 25′ 29″ O)                                   | Mietwohnungshaus                        | Mietwohnungshaus; 1902, Architekten Schwarck u. Körner; viergeschossiger Backsteinbau auf hohem Sockel mit reicher historisierender Putzgliederung, seitliche Erkervorbauten, im Inneren originale Ausstattung erhalten - Begründung: geschichtlich, künstlerisch, städtebaulich - Schutzumfang: Mietwohnungshaus, Vorgarten - Denkmaltyp: Bauliche Anlage, Mehrheit von baulichen Anlagen: Mietwohnungshäuser Mathildenstraße 4-19 | Fotos hochladen                  |
| 6502           | Mathildenstraße 12 (54° 46′ 54″ N, 9° 25′ 30″ O)                                  | Mietwohnungshaus                        | Mietwohnungshaus; 1904, Bauunternehmer Asmus Bögh; symmetrischer viergeschossiger Putzbau mit reicher Backsteingliederung und ausgebauter Dachzone, historistische Fassadengestaltung mit Jugendstilelementen; mit Vorgarten - Begründung: geschichtlich, städtebaulich - Schutzumfang: Mietwohnungshaus, Vorgarten - Denkmaltyp: Bauliche Anlage, Mehrheit von baulichen Anlagen: Mietwohnungshäuser Mathildenstraße 4-19 | BW                               |
| 6503           | Mathildenstraße 13 (54° 46′ 55″ N, 9° 25′ 28″ O)                                  | Mietwohnungshaus                        | Mietwohnungshaus; 1904 Architekt Georg Fries; viergeschossiger Putzbau mit sehr reich gegliederter und ornamentierter Fassade in der Formensprache des Jugendstils, im Inneren originale Ausstattung erhalten - Begründung: geschichtlich, künstlerisch, städtebaulich - Schutzumfang: Mietwohnungshaus, Vorgarten - Denkmaltyp: Bauliche Anlage, Mehrheit von baulichen Anlagen: Mietwohnungshäuser Mathildenstraße 4-19 | Fotos hochladen                  |
| 6504           | Mathildenstraße 14 (54° 46′ 55″ N, 9° 25′ 29″ O)                                  | Mietwohnungshaus                        | Mietwohnungshaus; 1905; viergeschossiger Gelbsteinbau auf hohem Sockel mit aufwändiger Putzgliederung in historisierendem Jugendstil, die Mittelachse überhöht mit Giebelabschluss; mit Vorgarten - Begründung: geschichtlich, städtebaulich - Schutzumfang: Mietwohnungshaus, Vorgarten - Denkmaltyp: Bauliche Anlage, Mehrheit von baulichen Anlagen: Mietwohnungshäuser Mathildenstraße 4-19 | BW                               |
| 6505           | Mathildenstraße 15 (54° 46′ 55″ N, 9° 25′ 27″ O)                                  | Mietwohnungshaus                        | Mietwohnungshaus; 1904/05, Architekt Georg Fries; viergeschossiger Backsteinbau auf hohem Sockel mit aufwändiger Putzgliederung in historisierendem Jugendstil; mit Vorgarten - Begründung: geschichtlich, städtebaulich - Schutzumfang: Mietwohnungshaus, Vorgarten - Denkmaltyp: Bauliche Anlage, Mehrheit von baulichen Anlagen: Mietwohnungshäuser Mathildenstraße 4-19 | BW                               |
| 6506           | Mathildenstraße 16 (54° 46′ 56″ N, 9° 25′ 29″ O)                                  | Mietwohnungshaus                        | Mietwohnungshaus; um 1905; viergeschossiger Putzbau auf hohem Sockel mit aufwändiger Gliederung in Jugendstilformen, gegliedert durch Blendfelder, kastenförmige Standerker und Balkonachsen; mit Vorgarten - Begründung: geschichtlich, künstlerisch, städtebaulich - Schutzumfang: Mietwohnungshaus, Vorgarten - Denkmaltyp: Bauliche Anlage, Mehrheit von baulichen Anlagen: Mietwohnungshäuser Mathildenstraße 4-19 | BW                               |
| 6507           | Mathildenstraße 17 (54° 46′ 56″ N, 9° 25′ 26″ O)                                  | Mietwohnungshaus                        | Mietwohnungshaus; 1908, Architekt Karl Bernt; viergeschossiger Backsteinbau auf hohem Sockel mit reduzierter Gliederung im Reformstil, einzelne barockisierende Stuckelemente; mit Vorgarten - Begründung: geschichtlich, künstlerisch, städtebaulich - Schutzumfang: Mietwohnungshaus, Vorgarten - Denkmaltyp: Bauliche Anlage, Mehrheit von baulichen Anlagen: Mietwohnungshäuser Mathildenstraße 4-19 | BW                               |
| 6508           | Mathildenstraße 18 (54° 46′ 56″ N, 9° 25′ 28″ O)                                  | Mietwohnungshaus                        | Mietwohnungshaus; 1908, Architekt Karl Bernt; viergeschossiger Putzbau mit historisierender Fassadengliederung, untere Gebäudehälfte mit Klinkerblende, oben Kastenerkerund Balkone; mit Vorgarten - Begründung: geschichtlich, künstlerisch, städtebaulich - Schutzumfang: Mietwohnungshaus, Vorgarten - Denkmaltyp: Bauliche Anlage, Mehrheit von baulichen Anlagen: Mietwohnungshäuser Mathildenstraße 4-19 | BW                               |
| 6509           | Mathildenstraße 19 (54° 46′ 56″ N, 9° 25′ 25″ O)                                  | Mietwohnungshaus                        | Mietwohnungshaus; 1911, Architekt Heinrich Cederberg; breiter viergeschossiger Putzbau in neubarocker Formgebung mit Schieferdach; mit Vorgarten - Begründung: geschichtlich, künstlerisch, städtebaulich - Schutzumfang: Mietwohnungshaus, Vorgarten - Denkmaltyp: Bauliche Anlage, Mehrheit von baulichen Anlagen: Mietwohnungshäuser Mathildenstraße 4-19 | BW                               |
| 1317 Wikidata  | Mühlenstraße 31 - 35 (54° 47′ 3″ N, 9° 25′ 22″ O)                                 | Wasserwerk mit Wasserturm               | Alteintragung (Aktualisierung vorgesehen) - Begründung: geschichtlich, städtebaulich, technisch - Schutzumfang: gesamtes Objekt - Denkmaltyp: Bauliche Anlage | weitere Fotos \| Fotos hochladen |
| 140            | Museumsberg 1 (54° 47′ 9″ N, 9° 25′ 49″ O)                                        | Standbild "Gerettet"                    | Alteintragung (Aktualisierung vorgesehen); Das Standbild wurde von Adolf Brütt im Jahre 1887 errichtet. Es zeigt einen Fischer, der ein Mädchen aus dem Wasser gerettet hat. - Begründung: Alteintragung (Aktualisierung vorgesehen) - Schutzumfang: Alteintragung (Aktualisierung vorgesehen) - Denkmaltyp: Bauliche Anlage | weitere Fotos \| Fotos hochladen |
| 165 Wikidata   | Museumsberg 1 (54° 47′ 9″ N, 9° 25′ 54″ O)                                        | Museum: "Heinrich-Sauermann-Haus"       | Alteintragung (Aktualisierung vorgesehen) - Begründung: geschichtlich, wissenschaftlich, künstlerisch, städtebaulich - Schutzumfang: Alteintragung (Aktualisierung vorgesehen) - Denkmaltyp: Bauliche Anlage | weitere Fotos \| Fotos hochladen |
| 1902 Wikidata  | Museumsberg 1 (54° 47′ 6″ N, 9° 25′ 56″ O)                                        | Spiegelgrotte                           | Alteintragung (Aktualisierung vorgesehen) - Begründung: geschichtlich, wissenschaftlich, künstlerisch - Schutzumfang: Alteintragung (Aktualisierung vorgesehen) - Denkmaltyp: Bauliche Anlage | weitere Fotos \| Fotos hochladen |
| 30890          | Museumsberg 1 (54° 47′ 8″ N, 9° 25′ 54″ O)                                        | "Allegorie des Ruhms" / "Mars"          | Alteintragung (Aktualisierung vorgesehen) - Begründung: geschichtlich, wissenschaftlich, künstlerisch - Schutzumfang: Alteintragung (Aktualisierung vorgesehen) - Denkmaltyp: Bauliche Anlage | Fotos hochladen                  |
| 30891 Wikidata | Museumsberg 1 (54° 47′ 9″ N, 9° 25′ 53″ O)                                        | "Athena"                                | Alteintragung (Aktualisierung vorgesehen) - Begründung: geschichtlich, wissenschaftlich, künstlerisch - Schutzumfang: Alteintragung (Aktualisierung vorgesehen) - Denkmaltyp: Bauliche Anlage | Fotos hochladen                  |
| 30892 Wikidata | Museumsberg 1 (54° 47′ 8″ N, 9° 25′ 51″ O)                                        | zwei Sandsteintrophäen (Nischenfiguren) | Alteintragung (Aktualisierung vorgesehen) - Begründung: geschichtlich, wissenschaftlich, künstlerisch - Schutzumfang: Alteintragung (Aktualisierung vorgesehen) - Denkmaltyp: Bauliche Anlage | Fotos hochladen                  |
| 30893 Wikidata | Museumsberg 1 (54° 47′ 7″ N, 9° 25′ 53″ O)                                        | Ziervase                                | Alteintragung (Aktualisierung vorgesehen) - Begründung: geschichtlich, wissenschaftlich, künstlerisch - Schutzumfang: Alteintragung (Aktualisierung vorgesehen) - Denkmaltyp: Bauliche Anlage | Fotos hochladen                  |
| 30894          | Museumsberg 1 (54° 47′ 7″ N, 9° 25′ 55″ O)                                        | drei barocke Sandsteinsarkophage        | Alteintragung (Aktualisierung vorgesehen) - Begründung: geschichtlich, wissenschaftlich, künstlerisch - Schutzumfang: Alteintragung (Aktualisierung vorgesehen) - Denkmaltyp: Bauliche Anlage | Fotos hochladen                  |
| 30895 Wikidata | Museumsberg 1 (54° 47′ 7″ N, 9° 25′ 47″ O)                                        | Löwe aus Sandstein                      | Alteintragung (Aktualisierung vorgesehen); Der Löwe stand ursprünglich im Park in Mürwik-Stützpunkt. Der Löwe trägt ein Wappenschild mit einem Lindenbaum. Er hat eine Höhe von ungefähr 150 cm und besteht aus Sandstein. - Begründung: geschichtlich, wissenschaftlich, künstlerisch - Schutzumfang: Alteintragung (Aktualisierung vorgesehen) - Denkmaltyp: Bauliche Anlage | weitere Fotos \| Fotos hochladen |
| 8948 Wikidata  | Museumsberg 1 (54° 47′ 11″ N, 9° 25′ 51″ O)                                       | Museum: "Hans-Christiansen-Haus"        | Alteintragung (Aktualisierung vorgesehen); Vorgängerbau der Goethe-Schule Flensburg und ursprünglicher Standort der Zollschule Flensburg. Heute Erweiterungsbau des Museums. - Begründung: geschichtlich, wissenschaftlich, künstlerisch - Schutzumfang: Alteintragung (Aktualisierung vorgesehen) - Denkmaltyp: Bauliche Anlage | weitere Fotos \| Fotos hochladen |
| 45770          | Nordergraben (54° 47′ 12″ N, 9° 25′ 56″ O)                                        | Transformatorenpavillon                 | Transformatorenpavillon; 1913, Architekt Paul Ziegler; schlichter eingeschossiger Backsteinbau auf quadratischem Grund mit hohem Putzsockel, Mansarddach pfannengedeckt mit abschließender Laterne und halbrunden Gauben - Begründung: geschichtlich, künstlerisch, städtebaulich - Schutzumfang: gesamtes Objekt - Denkmaltyp: Bauliche Anlage | BW                               |
| 20065          | Nordergraben 3 (54° 47′ 11″ N, 9° 25′ 57″ O)                                      | Knuthsches Stiftungshaus                | Knuthsches Stiftungshaus; 1880, Architekt Alexander Wilhelm Prale; ehem. Warteschule, zweigeschossiger traufständiger Gelbsteinbau in neogotischen Formen mit schiefergedecktem Walmdach über Kniestock, Straßenfassade mit übergiebeltem Mittelrisalit und portalartig gerahmtem Mitteleingang, Dachzone mit Zwerchhäusern - Begründung: geschichtlich, künstlerisch, städtebaulich - Schutzumfang: gesamtes Objekt - Denkmaltyp: Bauliche Anlage | BW                               |
| 9542           | Stuhrsallee 10 - 12 (54° 46′ 59″ N, 9° 25′ 46″ O)                                 | Doppelhaus                              | Alteintragung (Aktualisierung vorgesehen) - Begründung: geschichtlich, künstlerisch, städtebaulich - Schutzumfang: gesamtes Objekt - Denkmaltyp: Bauliche Anlage | Fotos hochladen                  |
| 13232          | Stuhrsallee 14 (54° 47′ 0″ N, 9° 25′ 46″ O)                                       | Villa                                   | Villa; 1911–12, Architekt Anton Meyer; eingeschossiger Backsteinbau in barockisierenden Formen des Heimatschutzstils, Mansardwalmdach und Mittelzwerchhaus, Gartenpavillon - Begründung: geschichtlich, künstlerisch, städtebaulich - Schutzumfang: Villa, Gartenpavillon - Denkmaltyp: Bauliche Anlage | BW                               |
| 13523          | Stuhrsallee 27 (54° 47′ 2″ N, 9° 25′ 43″ O)                                       | Villa                                   | Villa, heute Katasteramt; 1897, Maurermeister Chr. Henningsen nach Plänen von Schwerdtfeger u. Schmüser; zweigeschossiger Putzbau auf hohem, genutetem Sockelgeschoss mit Schieferdach und dekorativ eingesetzten Backsteinflächen und -rahmungen, Straßenfront an der rechten Seite betont durch Risalit mit aufgesetztem Fachwerk und Verbretterung im Giebel sowie vorgelegtem polygonalem Standerker im Erdgeschoss, zurückversetzter Eingangsvorbau mit Freitreppe an der Nordseite, im Inneren Ausstattung erhalten - Begründung: geschichtlich, künstlerisch, städtebaulich - Schutzumfang: gesamtes Objekt - Denkmaltyp: Bauliche Anlage, Mehrheit von baulichen Anlagen: Villen Stuhrsallee 27-35                                    | BW                               |
| 20110          | Stuhrsallee 29 (54° 47′ 3″ N, 9° 25′ 43″ O)                                       | Villa                                   | Villa; 1899, Architekt Alexander Wilhelm Prale; zweigeschossiger aus trauf- und giebelständigem Trakt zusammengesetzter Putzbau mit Pfannendach über hohem Kellergeschoss, Fassade mit Backsteinziergliederungen, Dreieckgiebel in Zierfachwerk unter auf Freisparren vorgekragtem steilem Satteldach, davor polygonaler Standerker mit Altan - Begründung: geschichtlich, künstlerisch, städtebaulich - Schutzumfang: gesamtes Objekt - Denkmaltyp: Bauliche Anlage, Mehrheit von baulichen Anlagen: Villen Stuhrsallee 27-35 | BW                               |
| 20111          | Stuhrsallee 31 (54° 47′ 3″ N, 9° 25′ 43″ O)                                       | Villa Todsen                            | Villa Todsen; 1899, Architekt Alexander Wilhelm Prale; zweigeschossiger Putzbau mit Schieferdächern auf hohem Sockel, Fassadengliederung durch kontrastierende Backsteinrahmungen und übergiebeltem Mittelrisalit mit Freigespärre am Giebel und polygonalem Erdgeschossstanderker, das auskragende Walmdach über der rechten Haushälfte höher ausgebildet, im Inneren ursprüngliche Ausstattung erhalten - Begründung: geschichtlich, künstlerisch, städtebaulich - Schutzumfang: gesamtes Objekt - Denkmaltyp: Bauliche Anlage, Mehrheit von baulichen Anlagen: Villen Stuhrsallee 27-35 | BW                               |
| 20112          | Stuhrsallee 33 (54° 47′ 4″ N, 9° 25′ 44″ O)                                       | Villa                                   | Villa; 1902/03, Architekt Alexander Wilhelm Prale; zweigeschossiger Putzbau mit Pfannendächern über Sockelgeschoss, Straßenfassade mit mittlerem Fachwerkzwerchgiebel sowie zweiteiligem, polygonal und kastenförmig ausgebildetem eingeschossigem Standerker mit Altan, an der Südseite ebenfalls halbrunder Standerker mit Altan, darüber breites übergiebeltes Zwerchhaus, an der Nordseite Eingangsvorbau mit polygonalem Treppenhausturm; mit Stallgebäude und Remise, heute Garage, mit korbbogigem zweiflügeligem Tor und Fachwerk im Drempelgeschoss - Begründung: geschichtlich, künstlerisch, städtebaulich - Schutzumfang: gesamtes Objekt - Denkmaltyp: Bauliche Anlage, Mehrheit von baulichen Anlagen: Villen Stuhrsallee 27-35 | BW                               |
| 20113          | Stuhrsallee 35 (54° 47′ 5″ N, 9° 25′ 44″ O)                                       | Wohnhaus                                | Wohnhaus; 1911, Architekt Magnus Schlichting; eingeschossiger Putzbau über hohem Kellersockel mit auskragendem schiefergedecktem Mansarddach, an der Straßenfront mittiger Zwerchgiebel mit Ziermauerwerk und Fußwalm über vortretender rustizierter Fensterrahmung mit Altan, flankiert von flach polygonalen Fenstererkern, seitlich Eingangsvorbau mit Freitreppe - Begründung: geschichtlich, künstlerisch, städtebaulich - Schutzumfang: gesamtes Objekt - Denkmaltyp: Bauliche Anlage, Mehrheit von baulichen Anlagen: Villen Stuhrsallee 27-35 | BW                               |
| 1325 Wikidata  | Südergraben 22 (54° 47′ 2″ N, 9° 26′ 1″ O)                                        | Landgericht                             | Alteintragung (Aktualisierung vorgesehen); Im selben Gebäude wie das Landgericht Flensburg ist auch das Amtsgericht Flensburg, die Staatsanwaltschaft und ein Justizmuseum untergebracht. - Begründung: geschichtlich, künstlerisch, städtebaulich - Schutzumfang: Alteintragung (Aktualisierung vorgesehen) - Denkmaltyp: Bauliche Anlage | weitere Fotos \| Fotos hochladen |
| 20124          | Südergraben 24 (54° 47′ 0″ N, 9° 26′ 1″ O)                                        | Justizvollzugsanstalt                   | Justizvollzugsanstalt; 1879–82, Regierungsbaumeister Richard Plüddemann; drei- bis viergeschossiger Backsteinbau über T förmigem Grundriss mit abgewalmten Schieferdächern und Fassadengliederung durch Friese und Rahmungen aus farbig glasierten Ziegeln - Begründung: geschichtlich, städtebaulich - Schutzumfang: Justizvollzugsanstalt, Gefängsnismauer - Denkmaltyp: Bauliche Anlage | BW                               |
| 20116          | Südergraben 31 (54° 47′ 5″ N, 9° 26′ 2″ O)                                        | Wohnhaus                                | Wohnhaus; 1904, Zimmermeister Boy Willandsen; dreigeschossiges Wohnhaus mit Satteldach und reicher Jugendstilfassade mit seitl. polygonalen Standerker, reicher floraler Stuckdekor, Glasursteinverblendung im OG, zugehöriger innenhofbildender Rückflügel - Begründung: geschichtlich, städtebaulich - Schutzumfang: Wohnhaus, Einfriedung - Denkmaltyp: Bauliche Anlage, Mehrheit von baulichen Anlagen: Baugruppe Südergraben 27-47 | BW                               |
| 11 Wikidata    | Südergraben 34 (54° 46′ 58″ N, 9° 25′ 52″ O)                                      | Auguste-Viktoria-Schule                 | Alteintragung (Aktualisierung vorgesehen) - Begründung: geschichtlich, künstlerisch, städtebaulich - Schutzumfang: gesamtes Objekt - Denkmaltyp: Bauliche Anlage | weitere Fotos \| Fotos hochladen |
| 20118          | Südergraben 37 (54° 47′ 4″ N, 9° 26′ 3″ O)                                        | Wohnhaus                                | Wohnhaus; 1894, Maurermeister H. Höft; viergeschossiger Putzbau mit flachem Satteldach und reich gegliederter Fassade in historisierenden Formen, seitl. Kastenerker auf kräftigen stuckierten Volutenkonsolen mit welscher Haube - Begründung: geschichtlich, künstlerisch, städtebaulich - Schutzumfang: gesamtes Objekt - Denkmaltyp: Bauliche Anlage, Mehrheit von baulichen Anlagen: Baugruppe Südergraben 27-47 | BW                               |
| 20119          | Südergraben 39 (54° 47′ 3″ N, 9° 26′ 3″ O)                                        | Wohn- und Geschäftshaus                 | Wohn- und Geschäftshaus; 1897, Maurermeister H. Höft; dreigeschossiger Putzbau mit rustizierter Fassade in Neorenaissanceformen, außermittig zweigeschossiger Kastenerker mit Türmchenaufsatz, zugehöriger hofbildender Rückflügel - Begründung: geschichtlich, künstlerisch, städtebaulich - Schutzumfang: gesamtes Objekt - Denkmaltyp: Bauliche Anlage, Mehrheit von baulichen Anlagen: Baugruppe Südergraben 27-47 | BW                               |
| 20120          | Südergraben 43 (54° 47′ 3″ N, 9° 26′ 4″ O)                                        | Villa                                   | Villa; 1879, 1928/30, Maurermeister Carl T. Nielsen, erw. durch Arch. Dall; zwei-, zum rückwärtigen Hang dreigeschossiger Putzbau mit flachem Satteldach und historisierender Fassadengestaltung, straßenseitig Eingangsvorbau mit Altan - Begründung: geschichtlich, städtebaulich - Schutzumfang: gesamtes Objekt - Denkmaltyp: Bauliche Anlage, Mehrheit von baulichen Anlagen: Baugruppe Südergraben 27-47 | BW                               |
| 20121          | Südergraben 45 (54° 47′ 3″ N, 9° 26′ 4″ O)                                        | ehem. Kunstgewerbeschule Sauermann      | ehem. Kunstgewerbeschule Sauermann; 1890, Zimmermeister Boy Willandsen, Gebr. Hummel; zwei-, rückseitig zum Hang dreigeschossiger Gelbsteinbau mit Rotsteingliederung und Berliner Dach, seitl. kleiner Eingangsanbau - Begründung: geschichtlich, künstlerisch, städtebaulich - Schutzumfang: gesamtes Objekt - Denkmaltyp: Bauliche Anlage, Mehrheit von baulichen Anlagen: Baugruppe Südergraben 27-47 | BW                               |
| 20122          | Südergraben 47 (54° 47′ 2″ N, 9° 26′ 4″ O)                                        | Villa Sauermann                         | Villa Sauermann; 1884, Heinrich Moldenschardt; traufständiger ein-, rückseitig zum Hang zweigeschossiger Gelbsteinbau mit Rotsteingliederung und schiefergedecktem Halbwalmdach, straßenseitig zweigeschossiger übergiebelter Eingangsrisalit, Drempel mit Porträtmedaillons - Begründung: geschichtlich, künstlerisch, städtebaulich - Schutzumfang: gesamtes Objekt - Denkmaltyp: Bauliche Anlage, Mehrheit von baulichen Anlagen: Baugruppe Südergraben 27-47 | BW                               |
| 45760          | Südergraben (54° 47′ 1″ N, 9° 26′ 4″ O)                                           | Treppenanlage am Fördehang              | Treppenanlage am Fördehang; E. 19. Jh.; den Hang zwischen Nikolaikirchhof und Südergraben in drei Freitreppen überwindende Anlage mit zentralem, terrassenartig angelegtem Platz, darauf Baumreihe aus vier Linden, platzbildprägend Böschungsmauern aus Zyklopenmauerwerk sowie eiserne Geländer - Begründung: geschichtlich, städtebaulich - Schutzumfang: Treppenanlage am Fördehang, Lindenreihe, Freifläche, Böschungsmauern, Geländer - Denkmaltyp: Bauliche Anlage | BW                               |
| 9446           | Theodor-Storm-Straße 5 (54° 46′ 44″ N, 9° 25′ 15″ O)                              | Einfamilienhaus                         | Alteintragung (Aktualisierung vorgesehen) - Begründung: geschichtlich, künstlerisch, städtebaulich - Schutzumfang: gesamtes Objekt - Denkmaltyp: Bauliche Anlage | Fotos hochladen                  |

## Gründenkmale
| Objekt-ID      | Lage                                        | Offizielle Bezeichnung | Beschreibung | Bild                             |
| -------------- | ------------------------------------------- | ---------------------- | --- | -------------------------------- |
| 10300 Wikidata | Museumsberg 1 (54° 47′ 11″ N, 9° 25′ 54″ O) | Park Museumsberg       | Alteintragung (Aktualisierung vorgesehen) - Begründung: geschichtlich, wissenschaftlich, künstlerisch, städtebaulich - Schutzumfang: gesamtes Objekt - Denkmaltyp: Gründenkmal | weitere Fotos \| Fotos hochladen |

## Quelle
- Liste der Kulturdenkmale in Schleswig-Holstein – Stadt Flensburg (PDF)